# Корольов (кратер на Марс)
Вижте пояснителната страница за други значения на Корольов.
Корольов е голям ударен кратер на Марс.
Разположен е близо до северната полярна шапка на планетата. Диаметърът на кратера е 84,2 km. Кратерът е наименуван на бащата на съветската космонавтика Сергей Корольов. В негова чест е наречен и кратер на Луната. Част от действието на научнофантастичния роман „Среща с Тибър“ на Бъз Олдрин се развива в Корольов.